# Афродизиак
Афродизиа́ки (др.-греч. Ἀφροδισιακά < древнегреческая богиня Афродита, от ἀφροδισιακός — «любовный») — вещества, стимулирующие или усиливающие половое влечение или половую активность, в противоположность анафродизиакам, которые препятствуют получению сексуального удовольствия или подавляют влечение.
В другом источнике указано что Афродизиаки (Aphrodisiaca, греч.) — средства, имеющие свойство искусственно возбуждать или усиливать половое чувство.

## История
Афродизиаки известны с глубокой древности на Востоке, откуда, по-видимому, попали в Европу. Феофраст [ИР.IX.18.9] описывает некие снадобья, позволяющие совокупляться по семьдесят раз подряд так, что в конце концов вместо семени начинает течь кровь. Филарх [FHG.I.344] рассказывает, что среди подарков, посланных Селевку Никатору (312—281 годы до нашей эры) индийским царём Чандрагуптой, были возбуждающие средства такой силы, что даже когда их только подкладывали под ноги занимающихся любовью, одним они придавали прямо-таки «птичий пыл», других же совершенно обессиливали.
На начало XX столетия к средствам (афродизиакам), возбуждающим половое влечение и усиливающим половую способность относили: яйца, икру, устрицы, дичь, трюфели, спаржу, сельдерей, женьшень, дамиану, мускус, гашиш, кантаридин и другие.
На современном рынке парфюмерной продукции присутствуют товары, которые позиционируются как «содержащие феромоны». Производители такой продукции утверждают, что её использование усиливает привлекательность у противоположного пола «на подсознательном уровне», действует как афродизиак. Достоверных подтверждений не приводится.
Вещества, подавляющие или притупляющие либидо, называют анафродизиаками.

### Использование афродизиаков
В связи с нежеланием обсуждать сексуальные проблемы с врачами и недоверием к лекарственным средствам, многие мужчины используют афродизиаки растительного происхождения для улучшения сексуальной функции. Вера в эффективность таких средств, а также желание сохранить проблему в тайне, способствуют их популярности. Афродизиаки доступны в различных формах, от смесей с местным алкоголем до упакованных таблеток и жидких препаратов. Рост использования фитопрепаратов связан с увеличением распространенности сексуальных проблем во всем мире. 

## Афродизиаки у народов мира
- Caesalpinia bonduc является одним из традиционно используемых афродизиаков в Бенине и имеет подтверждение свойств в исследовании на крысах-самцах[5].
- Schumanniophyton magnificum, кустарник семейства Мареновые, используется как афродизиак у пигмеев Бака, называется на языке племени как Gogologo. Имеет подтверждение свойств в исследовании на крысах-самцах[6].